# Pare parecchio Parigi
Pare parecchio Parigi è un film del 2024 diretto da Leonardo Pieraccioni.

## Trama
Bernardo, Giovanna ed Ivana sono tre fratelli che non si parlano da anni e vorrebbero soddisfare il desiderio del loro anziano e malato padre che non ha mai visto Parigi. Le condizioni dell'uomo però non permettono tragitti così lunghi, e i suoi figli optano per fare finta di partire in camper... pur non uscendo dal maneggio di Bernardo.

## Produzione
Le riprese del film, iniziate a fine giugno del 2023 a Roma, sono durate sette settimane. Per Leonardo Pieraccioni è la quindicesima prova da regista e la sedicesima da sceneggiatore.
La trama, stando alle note di regia, è liberamente ispirata ai fratelli Michele e Gianni Bugli che nel 1982 partirono con il padre malato in roulotte e gli fecero credere di essere arrivati a Parigi.

## Promozione
Il primo trailer del film è uscito nel dicembre del 2023.

## Distribuzione
La commedia è uscita nei cinema italiani il 18 gennaio 2024. In televisione è stato trasmesso su Sky Cinema Uno in prima visione assoluta lunedì 8 luglio 2024.

## Accoglienza

### Incassi
Nelle prime due settimane di programmazione il film ha incassato 471027 euro. L'incasso totale è di 3288883 €.

## Controversie
Secondo l'attore e regista Antonio Grosso, il film avrebbe una trama molto simile a un suo cortometraggio del 2020, prodotto da Raoul Bova e intitolato Come se fosse Parigi. Intervistato dall'inviata Roberta Rei del programma televisivo Le Iene di Italia 1 in un servizio andato in onda il 20 febbraio 2024, Pieraccioni ha respinto le accuse di plagio, affermando che si tratta di «due idee di partenza simili ma che si sviluppano in modo differente». Dopo un tentativo di chiarimento, i due registi sarebbero ora coinvolti in una causa giudiziaria in merito a questo presunto plagio.